# Estação Komendantskii Prospekt
Komendantskii Prospekt (em russo:  Комендантский проспект) é a estação terminal da linha Frunzensko-Primorskaia (Linha 5) do metro de São Petersburgo, no sentido sul.